# Pan-bagnat

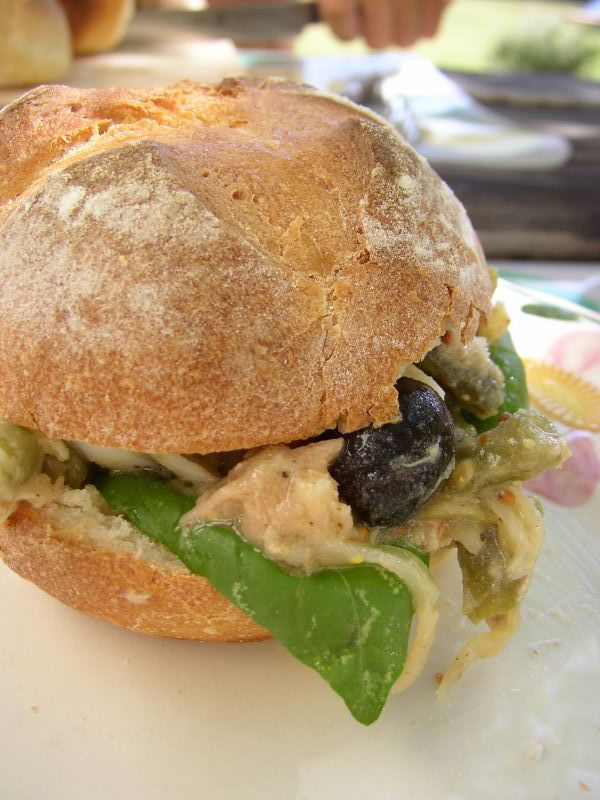
Pan-bagnat.

El pan bagnat (en francés: pan bagnat, del occitano provenzal pan banhat que significa "pan mojado (en aceite de oliva)" ) es un bocadillo tradicional de la región de Niza, en Francia, y que está elaborado con los ingredientes de la ensalada nizarda (salade niçoise). Consta de anchoas (más recientemente se le añade atún), verduras crudas, huevo cocido, aceitunas de Niza y aceite de oliva. Se hace con un panecillo en forma de bola, fabricado especialmente para este uso.

El pan bagnat es muy popular en la región de Niza donde se sirve en la mayoría de las panaderías y de los mercados al aire libre. El pan bagnat y la ensalada que le sirve de base, la ensalada nizarda, están muy unidos a la tradición culinaria de la ciudad de Niza.